# 今夜だけ俺を
『今夜だけ俺を』（こんやだけおれを）は、9mm Parabellum Bulletのボーカル・ギター担当の菅原卓郎のコンセプトアルバム。2018年6月13日発売。

## 解説
- コンセプトは「平成最後に放つオルタナ歌謡曲集」[2]。
- 同バンドのメンバーの中で初めて音源を発売した。
- 発売記念としてタワーレコード新宿店とタワーレコード梅田NU茶屋町店にて購入者限定アコースティックミニライブ、握手会を開催した[3]。
- 「今夜だけ俺を」のミュージック・ビデオにはスペシャルゲストとしてトレンディエンジェルの斎藤司が出演している[4]。

## 収録曲
全作詞：いしわたり淳治、作曲：滝善充
1. 今夜だけ俺を
2. ボタンにかけた指先が
3. 悪女
4. Baby どうかしてるぜ
5. ドレスを脱がせて
6. 捨て台詞

## 演奏
- 滝善充 from 9mm Parabellum Bullet：ギター、コーラス
- 伊東真一 from HINTO / SPARTA LOCALS：ギター
- 為川裕也 from folca：ギター、コーラス
- 壱 from ゆーの：ベース
- 中村一太：ドラムス
- 椎葉央志：コーラス